# Maria Clementina d'Asburgo-Lorena (duchessa di Calabria)
Maria Clementina Giuseppa Giovanna Fedele d'Asburgo-Lorena (Villa di Poggio Imperiale, 24 aprile 1777 – Napoli, 15 novembre 1801) è stata una arciduchessa d'Austria, decima tra figli e terza fra le femmine dell'imperatore Leopoldo II d'Asburgo-Lorena e di Maria Luisa di Spagna. Fu la madre della famosa Maria Carolina, duchessa di Berry.

## Biografia

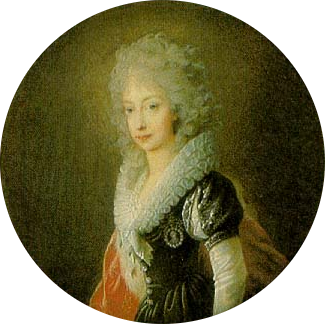
Maria Clementina d'Asburgo-Lorena

L'arciduchessa Maria Clementina nacque nella Villa di Poggio Imperiale situata nel Granducato di Toscana, che era governato da suo padre Leopoldo I, granduca di Toscana sin dal 1765.
Suo padre era figlio dell'imperatrice Maria Teresa d'Austria e sua madre era figlia di Carlo III di Spagna e Maria Amalia di Sassonia
Sin dal 1791 era stata promessa al suo primo cugino, il duca di Calabria Francesco, figlio di re Ferdinando I di Borbone delle Due Sicilie.
Il 26 giugno 1797 Maria Clementina sposò, a Foggia, il principe Francesco, duca di Calabria, il maggiore dei figli sopravvissuti del re Ferdinando IV di Napoli e di sua moglie Maria Carolina d'Austria, zia di Maria Clementina. Il principe Francesco era l'erede al trono sia del Regno di Napoli che a quello di Sicilia.
Questo matrimonio era l'ultimo dei tre matrimoni avvenuti fra la famiglia reale napoletana e quella austriaca; i due precedenti furono tra l'arciduca Francesco, suo fratello maggiore, e Maria Teresa di Borbone-Napoli nel 1790, dopo l'arciduca Ferdinando e Luisa Maria Amalia di Borbone-Napoli.
Maria Clementina e Francesco erano doppi primi cugini, in quanto avevano in comune gli stessi nonni.
Alta e snella, ben istruita e dal portamento regale, Maria Clementina era però pesantemente butterata dal vaiolo. Durante il viaggio che da Trieste la condusse a Foggia provò nostalgia per la corte viennese, che s'era lasciata per sempre alle spalle, ma, quando giunse in Puglia, seppe ciò nonostante comportarsi. Maria Carolina, sua zia e suocera, fu dapprima contenta della sua affettuosità, della sua freschezza e del suo buon senso, ma in seguito faticò sempre più a comprendere il carattere riservato che con lei mostrava. Viceversa, con il marito Francesco la principessa era ostinata e, come già la zia trent'anni prima, aveva troppa familiarità con le persone del suo seguito ed era propensa alle chiacchiere. Inoltre le continue carezze ch'era solita fare a Francesco davanti alle sue sorelle erano così indicative, che la regina dovette separare le principesse dalla giovane coppia, per evitare un precoce risveglio della loro sensualità. La coppia si dimostrò comunque unita, accomunata dal disdegno per la vita di corte, nonché dalla predilezione per i giochi di famiglia, le chiacchierate al chiaro di luna e le frivole conversazioni.
Maria Clementina e Francesco ebbero due figli. Alla nascita del suo unico maschio, Maria Clementina suscitò grande ammirazione nel regno, chiedendo quale premio per la nascita dell'erede la grazia per Luisa Sanfelice. Ma Ferdinando rifiutò di accondiscendere e la donna venne infine giustiziata. Morì a Napoli dopo aver dato alla luce un figlio l'anno precedente che aveva minato ulteriormente la sua salute. Colta, modesta, dignitosa e gentile, Maria Clementina si era col tempo conquistata la fiducia di tutti e l'opinione pubblica aveva ammirato la sua coraggiosa intercessione a favore della Sanfelice. De Nicola scrisse che " se avesse vissuto, e se fosse a capo del governo, avrebbe fatto la felicità del Regno... Siamo sotto la sferza di Dio, ed anche in questa morte vedo un castigo per noi". Fu sepolta nella basilica di Santa Chiara, a Napoli, con suo figlio.
Dopo la sua morte, il re si risposò con l'Infanta Maria Isabella di Spagna anch'ella sua prima cugina e la figlia minore fra i sopravvissuti di Carlo IV di Spagna (fratello della madre di Maria Clementina) e di Maria Luisa di Borbone-Parma
Carolina, unica figlia di Maria Clementina, sposò Carlo Ferdinando, duca di Berry nell'aprile del 1816. Carlo Ferdinando era figlio del re Carlo X di Francia e della Principessa Maria Teresa di Savoia. I due furono i genitori del pretendente al trono francese Enrico d'Artois, conte di Chambord e della duchessa di Parma rendendo Maria Clementina antenata sia dell'attuale Duca di Calabria che del suo rivale il Duca di Castro.

## Discendenza
Maria Clementina e Francesco ebbero due figli:
- Maria Carolina Ferdinanda Luisa di Napoli e Sicilia (1798-1870), sposò in prime nozze Carlo Ferdinando, duca di Berry ed in seconde Ettore Carlo Lucchesi Palli, VIII duca della Grazia;
- Ferdinando Francesco d'Assisi di Napoli e Sicilia (1800-1801).

## Ascendenza
|                                   |                     |                                               | Genitori                                     |  |  | Nonni |  |  | Bisnonni           |  |  | Trisnonni         |  |
|                                   |                     |                                               |                                              |  |  |       |  |  | Leopoldo di Lorena |  |  | Carlo V di Lorena |  |
|                                   |                     |                                               |                                              |  |  |       |  |  | Leopoldo di Lorena |  |  | Carlo V di Lorena |  |
|                                   |                     | Eleonora Maria Giuseppina d'Austria           |                                              |  |  |       |  |  | Leopoldo di Lorena |  |  |                   |  |
| Francesco I di Lorena             |                     |                                               |                                              |  |  |       |  |  | Leopoldo di Lorena |  |  |                   |  |
|                                   |                     | Elisabetta Carlotta di Borbone-Orléans        | Filippo I di Borbone-Orléans                 |  |  |       |  |  |                    |  |  |                   |  |
|                                   |                     | Elisabetta Carlotta di Borbone-Orléans        | Filippo I di Borbone-Orléans                 |  |  |       |  |  |                    |  |  |                   |  |
|                                   |                     | Elisabetta Carlotta di Borbone-Orléans        | Elisabetta Carlotta del Palatinato           |  |  |       |  |  |                    |  |  |                   |  |
| Leopoldo II d'Asburgo-Lorena      |                     | Elisabetta Carlotta di Borbone-Orléans        |                                              |  |  |       |  |  |                    |  |  |                   |  |
|                                   |                     | Carlo VI d'Asburgo                            | Leopoldo I d'Asburgo                         |  |  |       |  |  |                    |  |  |                   |  |
|                                   |                     | Carlo VI d'Asburgo                            | Leopoldo I d'Asburgo                         |  |  |       |  |  |                    |  |  |                   |  |
|                                   |                     | Carlo VI d'Asburgo                            | Eleonora del Palatinato-Neuburg              |  |  |       |  |  |                    |  |  |                   |  |
| Maria Teresa d'Austria            |                     | Carlo VI d'Asburgo                            |                                              |  |  |       |  |  |                    |  |  |                   |  |
|                                   |                     | Elisabetta Cristina di Brunswick-Wolfenbüttel | Luigi Rodolfo di Brunswick-Lüneburg          |  |  |       |  |  |                    |  |  |                   |  |
|                                   |                     | Elisabetta Cristina di Brunswick-Wolfenbüttel | Luigi Rodolfo di Brunswick-Lüneburg          |  |  |       |  |  |                    |  |  |                   |  |
|                                   |                     | Elisabetta Cristina di Brunswick-Wolfenbüttel | Cristina Luisa di Oettingen-Oettingen        |  |  |       |  |  |                    |  |  |                   |  |
| Maria Clementina d'Asburgo-Lorena |                     | Elisabetta Cristina di Brunswick-Wolfenbüttel |                                              |  |  |       |  |  |                    |  |  |                   |  |
|                                   | Filippo V di Spagna | Luigi, il Gran Delfino                        |                                              |  |  |       |  |  |                    |  |  |                   |  |
|                                   | Filippo V di Spagna | Luigi, il Gran Delfino                        |                                              |  |  |       |  |  |                    |  |  |                   |  |
|                                   | Filippo V di Spagna | Maria Anna di Baviera                         |                                              |  |  |       |  |  |                    |  |  |                   |  |
| Carlo III di Spagna               | Filippo V di Spagna |                                               |                                              |  |  |       |  |  |                    |  |  |                   |  |
|                                   |                     | Elisabetta Farnese                            | Odoardo II Farnese                           |  |  |       |  |  |                    |  |  |                   |  |
|                                   |                     | Elisabetta Farnese                            | Odoardo II Farnese                           |  |  |       |  |  |                    |  |  |                   |  |
|                                   |                     | Elisabetta Farnese                            | Dorotea Sofia di Neuburg                     |  |  |       |  |  |                    |  |  |                   |  |
| Maria Luisa di Borbone-Spagna     |                     | Elisabetta Farnese                            |                                              |  |  |       |  |  |                    |  |  |                   |  |
|                                   |                     | Augusto III di Polonia                        | Augusto II di Polonia                        |  |  |       |  |  |                    |  |  |                   |  |
|                                   |                     | Augusto III di Polonia                        | Augusto II di Polonia                        |  |  |       |  |  |                    |  |  |                   |  |
|                                   |                     | Augusto III di Polonia                        | Cristiana Eberardina di Brandeburgo-Bayreuth |  |  |       |  |  |                    |  |  |                   |  |
| Maria Amalia di Sassonia          |                     | Augusto III di Polonia                        |                                              |  |  |       |  |  |                    |  |  |                   |  |
|                                   |                     | Maria Giuseppa d'Austria                      | Giuseppe I d'Asburgo                         |  |  |       |  |  |                    |  |  |                   |  |
|                                   |                     | Maria Giuseppa d'Austria                      | Giuseppe I d'Asburgo                         |  |  |       |  |  |                    |  |  |                   |  |
|                                   |                     | Maria Giuseppa d'Austria                      | Guglielmina Amalia di Brunswick-Lüneburg     |  |  |       |  |  |                    |  |  |                   |  |
|                                   |                     | Maria Giuseppa d'Austria                      |                                              |  |  |       |  |  |                    |  |  |                   |  |